# Hoằng Thanh
Hoằng Thanh là một xã thuộc tỉnh Thanh Hóa, Việt Nam.

## Xã Hoằng Thanh trước tháng 6 năm 2025

### Địa lý
Xã Hoằng Thanh nằm ở phía đông huyện Hoằng Hóa, có vị trí địa lý:
- Phía đông giáp Biển Đông
- Phía tây giáp các xã Hoằng Ngọc và Hoằng Đông
- Phía nam giáp xã Hoằng Phụ
- Phía bắc giáp xã Hoằng Tiến.

Xã Hoằng Thanh có diện tích tự nhiên 4,07 km².

#### Dân cư
Tính đến ngày 31/12/2022, xã Hoằng Thanh có quy mô dân số là 12.295 người (bao gồm dân số thường trú là 12.223 người, dân số tạm trú quy đổi là 72 người), mật độ dân số đạt 3.021 người/km².
Theo Tổng điều tra dân số và nhà ở năm 2019, xã Hoằng Thanh có dân số là 11.058 người. Mật độ dân số đạt 2.717 người/km².
Dân số năm 2009 là 10.546 người, mật độ dân số đạt 2.591 người/km².
Dân số năm 1999 là 9.998 người, mật độ dân số đạt 2.457 người/km².

## Lịch sử
Địa bàn xã Hoằng Thanh (trước năm 2025) trước đây gồm 3 làng: Lương Ngọc, Thanh Hà, Thu Vi (thuộc tổng Ngọc Chuế, phủ Hoằng Hóa).
Năm 1946, giải thể tổng Ngọc Chuế và chia thành 6 xã thuộc huyện Hoằng Hóa. Đến năm 1947, sáp nhập 3 xã Đông Phụ, Hưng Đạo và Thanh Khê (phía nam tổng Ngọc Chuế cũ) thành xã Hoằng Thanh. Năm 1949, tách một phần các xã Hoằng Thanh và Hoằng Yến để thành lập xã Hoằng Tiến.
Tháng 6 năm 1953, chia xã Hoằng Thanh thành 3 xã: Hoằng Thanh, Hoằng Đông và Hoằng Phụ cùng thuộc huyện Hoằng Hóa.
Từ ngày 16 tháng 6 năm 2025 theo Nghị quyết số 1686/NQ-UBTVQH15  của Ủy ban Thường vụ Quốc hội,  sáp nhập  toàn bộ diện tích tự nhiên, quy mô dân số của các xã Hoằng Đông, Hoằng Ngọc, Hoằng Phụ và Hoằng Thanh thuộc huyện Hoằng Hóa  thành xã mới có tên gọi là xã Hoằng Thanh . Xã này chính thức hoạt động từ ngày 01 tháng 7 năm 2025.

## Hành chính
Xã Hoằng Thanh được chia thành 7 thôn: Đại Long, Đông Tây Hải, Đông Xuân Vi, Liên Hà, Quang Trung, Tây Xuân Vi, Trung Hải.